# کموسیس

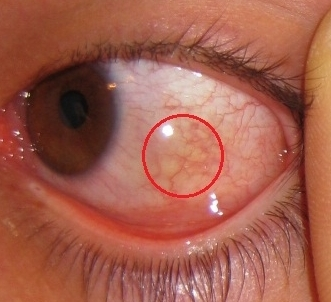
کموسیس

کموسیس (به انگلیسی: chemosis) به تورم ملتحمه چشم می‌گویند. این اتفاق به دلیل نشت اگزودا از مویرگ‌های نفوذپذیر غیرعادی است.
عموماً کموسیس یک نشان غیر اختصاصی سوزش چشم است.
در این بیماری ملتحمه حالتی ژلاتینی می‌گیرد و متورم می‌شود. گاهی در اثر تورم بیش از حد، بستن چشم سخت یا غیرممکن می‌شود.
گاهی اوقات ممکن است که کره چشم به دلیل پر شدن ملتحمه از مایع کمی به سمت عقب حرکت کند. البته عنبیه به وسیلهٔ این مایع پوشانده نمی‌شود و ممکن است کمی به سمت داخل برود.

## علت
علت‌های معمول ان شامل حساسیت‌های الرژیک، ویروس‌ها، مالیدن بیش از حد چشم است.
علل دیگر شامل:
- انسداد بزرگ سیاهرگ بالایی، همراه با ادم صورت
- هایپرتیروئیدیسم، وابسته به اگزوفتالموس
- پف کردن ناحیه پری اربیتال
- ترومبوز سینوس کاورنوس، همراه با التهاب سینوس پارانازال و اگزوفتالموس
- سردرد خوشه ای
- تریشینوز
- لوپوس منتشر
- انژیوادم
- پانوفتالمیس
- ضربه
- التهاب بافت همبند چشم
- پرتاب بزاق سمی کبری درون چشم
- عمل جراحی چشم

## درمان
کلید درمان کموسیس، کاهش التهاب است. اما نوع روش درمان به عامل ایجاد آن بستگی دارد. به عنوان مثال:
- اگر علت آن آلرژیک باشد؛ پزشک ممکن است آنتی هیستامین‌هایی مانند لوراتادین تجویز کند.
- اگر به دلیل عفونت باکتریایی باشد؛ عموماً قطره چشم یا آنتی‌بیوتیک استفاده می‌شود.